# Hitman: Absolution
Hitman: Absolution er et computerspil, det femte i Hitman serien. Spillet er udviklet af det danske firma IO Interactive og er udgivet af Square Enix, som det første spil i serien. Agent 47 vender tilbage som protagonist. Spillet blev udgivet 20. november 2012.

## Produktion
Planerne for at fortsætte Hitman serien blev offentliggjort i 2007. Meget lidt blev hørt om Hitman 5, som det var kendt som dengang, indtil i Maj 2009 hvor udgiveren Eidos bekræftede at spillet var under udvikling.